# Miguel Ángel Murillo
Miguel Ángel Murillo García  (19 de octubre de 1993) es un futbolista colombiano. Juega como delantero en el Real Cartagena de la Categoría Primera B de Colombia.

## Trayectoria

### Deportivo Cali
Su debut se produjo en el 2012 con el Deportivo Cali tras  ser promovido al plantel profesional después de haber cumplido su total formación con éxito en la cantera,  solo disputando un partido en el año. Ya para el 2013 marca ocho goles, las dos siguientes temporadas marcaría en cada una 12 goles.

Se despediría en el 2015 con 32 goles en 97 partidos disputados. El 20 de octubre del 2014 por el Torneo Clausura 2014 logró marcar  su primera tripleta de goles al Millonarios para sentenciar la victoria de su equipo por 4-3

### C. A. Peñarol
El 1 de febrero es confirmado como refuerzo de Peñarol para el Clausura 2016, cedido por 11 meses con opción de compra por 2.000.000 de dólares. En su debut el 13 de febrero por la segunda fecha del Campeonato Uruguayo, se estrenaría con gol en la victoria 2-0 sobre El Tanque Sisley.
El 21 de febrero marca su primer doblete en el club, al derrotar por 5-1 a Defensor Sporting.
Convirtió en la última fecha del torneo clausura frente a Juventud de las Piedras el gol con el que Peñarol empataría 1 a 1 y ganaría la tabla anual. Obtuvo el Campeonato Uruguayo 2015-16, siendo el segundo goleador de Peñarol con 7 goles.

### Deportivo Cali
Para el año 2017 el técnico Mario Yepes contará con Murillo, quien vuelve al club luego de casi un año en el equipo uruguayo. El 9 de mayo marca el gol de la clasificación a la siguiente fase de la Copa Sudamericana 2017 en la derrota 2-1 en casa de Sportivo Luqueño.

### Tiburones de Veracruz
El 22 de enero es presentado como nuevo jugador de los Tiburones Rojos de Veracruz de la Primera División de México cedido por seis meses. Debuta el 28 de enero jugando en el segundo tiempo en el empate a un gol frente a Santos Laguna. Su primer gol lo marca el 18 de marzo en la victoria 3 por 1 sobre Atlas de Guadalajara. El 1 de abril le da la victoria a su club por la mínima sobre Club Tijuana.

### Águilas Doradas
Después de rescindir contrato con el club mexicano es fichado por el Águilas Doradas para el año 2019, firmando por un año, no obstante en su paso por el club antioqueño disputó 6 partidos oficiales y marco 1 gol.

### Mushuc Runa Sporting Club
Para el año 2021 es contratado por el club ecuatoriano Mushuc Runa Sporting Club de la Serie A de ecuador, con el club ecuatoriano durante el año disputó 10 partidos y marcó 4 goles. Y posteriormente el 17 de julio del 2021 Marco su primer poker de goles en su carrera frente al Delfín SC por la fecha 15 de la Primera etapa del campeonato Ecuatoriano. Para sentenciar la goleada a favor de su equipo por 6-1.

### Royal Pari
A inicios del 2022 Al término de su contrato con el club ecuatoriano, no renueva, para después ser fichado por el club Royal Pari de la Primera División de Bolivia. Hasta el momento con el club boliviano ha disputado 15 partidos y a generado dos asistencias.

### Alianza Fútbol Club
Para 2023 es contratado por el club salvadoreño para la disputa de los torneos previstos del año en curso.

### Real Cartagena
El 30 de enero del 2024 se confirma que Miguel es nueva contratación del Real Cartagena de la Categoría Primera B para la disputa de los torneos previstos de ese mismo año

## Clubes
| Club            | País        | Año         |
| --------------- | ----------- | ----------- |
| Deportivo Cali  | Colombia    | 2012 - 2015 |
| Peñarol         | Uruguay     | 2016        |
| Deportivo Cali  | Colombia    | 2017        |
| Veracruz        | México      | 2018        |
| Deportivo Cali  | Colombia    | 2018        |
| Águilas Doradas | Colombia    | 2019 - 2020 |
| Mushuc Runa     | Ecuador     | 2021        |
| Royal Pari      | Bolivia     | 2022        |
| Alianza         | El Salvador | 2023        |
| Real Cartagena  | Colombia    | 2024 - act. |

## Estadísticas
| Club                       | Div.          | Temporada     | Liga  | Liga  | Copas | Copas | Internacional | Internacional | Total | Total |
| Club                       | Div.          | Temporada     | Part. | Goles | Part. | Goles | Part.         | Goles         | Part. | Goles |
| -------------------------- | ------------- | ------------- | ----- | ----- | ----- | ----- | ------------- | ------------- | ----- | ----- |
| Deportivo Cali · Colombia  | 1.ª           | 2012          | 1     | 0     | -     | -     | -             | -             | 1     | 0     |
| Deportivo Cali · Colombia  | 1.ª           | 2013          | 23    | 7     | 8     | 1     | -             | -             | 31    | 8     |
| Deportivo Cali · Colombia  | 1.ª           | 2014          | 16    | 7     | 12    | 5     | 2             | 0             | 30    | 12    |
| Deportivo Cali · Colombia  | 1.ª           | 2015          | 30    | 10    | 5     | 2     | -             | -             | 35    | 12    |
| Deportivo Cali · Colombia  | 1.ª           | 2017          | 29    | 10    | 8     | 4     | 2             | 1             | 39    | 15    |
| Deportivo Cali · Colombia  | 1.ª           | 2018          | 15    | 3     | 1     | 0     | 5             | 1             | 21    | 4     |
| Deportivo Cali · Colombia  | Total club    | Total club    | 114   | 37    | 34    | 12    | 9             | 2             | 157   | 51    |
| Peñarol · Uruguay          | 1.ª           | 2015-16       | 11    | 7     | -     | -     | 7             | 0             | 18    | 7     |
| Peñarol · Uruguay          | 1.ª           | 2016          | 7     | 1     | -     | -     | -             | -             | 7     | 1     |
| Peñarol · Uruguay          | Total club    | Total club    | 18    | 8     | 0     | 0     | 7             | 0             | 25    | 8     |
| Veracruz · México          | 1.ª           | 2018          | 12    | 2     | 2     | 0     | -             | -             | 14    | 2     |
| Veracruz · México          | Total club    | Total club    | 12    | 2     | 2     | 0     | 0             | 0             | 14    | 2     |
| Águilas Doradas · Colombia | 1.ª           | 2019          | 11    | 2     | -     | -     | 2             | 0             | 13    | 2     |
| Águilas Doradas · Colombia | 1.ª           | 2020          | 3     | 0     | -     | -     | -             | -             | 3     | 0     |
| Águilas Doradas · Colombia | Total club    | Total club    | 14    | 2     | 0     | 0     | 2             | 0             | 16    | 2     |
| Mushuc Runa · Ecuador      | 1.ª           | 2021          | 20    | 7     | -     | -     | -             | -             | 20    | 7     |
| Mushuc Runa · Ecuador      | Total club    | Total club    | 20    | 7     | 0     | 0     | 0             | 0             | 20    | 7     |
| Royal Pari · Bolivia       | 1.ª           | 2022          | 15    | 0     | -     | -     | 2             | 0             | 17    | 0     |
| Royal Pari · Bolivia       | Total club    | Total club    | 15    | 0     | 0     | 0     | 2             | 0             | 17    | 0     |
| Alianza · El Salvador      | 1.ª           | 2022-23       | 14    | 0     | -     | -     | 2             | 0             | 16    | 0     |
| Alianza · El Salvador      | Total club    | Total club    | 14    | 0     | 0     | 0     | 2             | 0             | 16    | 0     |
| Real Cartagena · Colombia  | 2.ª           | 2024          | 29    | 9     | 2     | 1     | -             | -             | 31    | 10    |
| Real Cartagena · Colombia  | 2.ª           | 2025          | 15    | 4     | 1     | 0     | -             | -             | 16    | 4     |
| Real Cartagena · Colombia  | Total club    | Total club    | 44    | 13    | 3     | 1     | 0             | 0             | 47    | 14    |
| Total carrera              | Total carrera | Total carrera | 251   | 69    | 39    | 13    | 22            | 2             | 312   | 84    |

### Hat-tricks
| Lista de partidos en los que anotó tres o más goles | Lista de partidos en los que anotó tres o más goles | Lista de partidos en los que anotó tres o más goles | Lista de partidos en los que anotó tres o más goles | Lista de partidos en los que anotó tres o más goles | Lista de partidos en los que anotó tres o más goles | Lista de partidos en los que anotó tres o más goles |
| Nº                                                  | Fecha                                               | Estadio                                             | Partido                                             | Goles                                               | Resultado                                           | Competición                                         |
| --------------------------------------------------- | --------------------------------------------------- | --------------------------------------------------- | --------------------------------------------------- | --------------------------------------------------- | --------------------------------------------------- | --------------------------------------------------- |
| 1                                                   | 20 de octubre de 2014                               | Estadio Pascual Guerrero, Cali                      | Deportivo Cali - Millonarios                        | Anotado · Anotado · Anotado                         | 4 - 3                                               | Torneo Finalización 2014                            |
| 2                                                   | 17 de junio de 2021                                 | Mushuc Runa COAC, Ambato                            | Mushuc Runa - Delfín                                | Anotado · Anotado · Anotado · Anotado               | 6 - 1                                               | Serie A Ecuador                                     |

## Palmarés

### Campeonatos nacionales
| Título                | Equipo         | País     | Año     |
| --------------------- | -------------- | -------- | ------- |
| Superliga de Colombia | Deportivo Cali | Colombia | 2014    |
| Torneo Apertura       | Deportivo Cali | Colombia | 2015    |
| Campeonato Uruguayo   | Peñarol        | Uruguay  | 2015-16 |